# Hans van der Hoek
Johannes Willem „Hans” van der Hoek (ur. 5 maja 1933 w Rotterdamie, zm. 4 lutego 2017) – piłkarz holenderski grający na pozycji obrońcy. W swojej karierze rozegrał 2 mecze w reprezentacji Holandii.

## Kariera klubowa
Swoją karierę piłkarską van der Hoek rozpoczął w klubie Feyenoord Rotterdam. W 1950 roku zadebiutował w nim w lidze holenderskiej. Występował w nim do końca sezonu 1959/1960. W lipcu 1960 roku przeszedł do Sportclubu Enschede. Występował w nim przez jeden sezon. W sezonie 1961/1962 występował w ADO Den Haag. W grudniu 1962 zakończył karierę z powodów zdrowotnych.

## Kariera reprezentacyjna
W reprezentacji Holandii van der Hoek zadebiutował 27 września 1953 roku w przegranym 0:4 towarzyskim meczu z Norwegią, rozegranym w Oslo. Od 1953 do 1954 roku rozegrał w kadrze narodowej 2 mecze.

## Kariera trenerska
Po zakończeniu kariery zawodniczej został trenerem. Początkowo prowadził VV Papendrecht, z którego w kwietniu 1966 przeniósł się do SC Neptunus. W kwietniu 1968 wrócił do Papendrecht. W lutym 1971 odszedł z tego klubu, a trzy miesiące później został szkoleniowcem CKC Rotterdam. W maju 1975 zastąpił go Henk Könemann.